# Eugen Bauer (Unternehmen)
Die Eugen Bauer GmbH, auch bekannt als Kino-Bauer, war ein deutscher Hersteller von Heim- und Kinofilmprojektoren, zuletzt als Tochter des Bosch-Konzerns. Das Unternehmen wurde 1905 von Eugen Bauer in Stuttgart gegründet.

## Gründung in Stuttgart
Der gelernte Feinmechaniker Eugen Bauer (1879–1958) begann 1905 in Stuttgart, sich auf dem Gebiet der Wiedergabetechnik von Filmen zu spezialisieren. Eines Tages reparierte er beim ersten Stuttgarter Kinobesitzer Felix Bayer einen französischen Filmprojektor von Pathé. Dabei griff er den Vorschlag von Bayer auf und begann selbst mit der Entwicklung und Herstellung von Filmprojektoren.
1907 konstruierte Eugen Bauer seinen ersten Filmprojektor. Bereits im darauffolgenden Jahr bekam er Aufträge für die Ausstattung zweier weiterer Kinos. Die Bauer-Projektoren überzeugten durch ihre Zuverlässigkeit und besaßen eine entscheidende Verbesserung, denn der abgedrehte Film wurde nun auf einer Spule aufgewickelt. Bereits 1914 brachte Bauer sein drittes Modell auf den Markt, das sich durch ein angebautes Diagerät auszeichnete, eine sogenannte Dialux-Einrichtung zur Vorführung von Werbepositiven. 1914 hatte Bauer bereits zehn Angestellte und Mechaniker und lieferte neben Deutschland auch in andere europäische Länder.
Der Erste Weltkrieg bedeutete einen Einbruch in der Entwicklung der Kinematografie: Die meisten Firmen überlebten diese Zeit nicht, auch Bauer musste Eingriffe in sein Unternehmen hinnehmen: Die Werkstatt wurde für Rüstungszwecke verwendet und Eugen Bauer zum Wehrdienst eingezogen. Ab 1919 begann Bauer seine Firma wieder aufzubauen. Es folgten weitere Neuentwicklungen im Bereich der Kinoprojektoren. 1925 gelang ihm mit dem Linksprojektor ein großer Wurf: Die Maschine erlaubte weltweit erstmals die pausenlose Vorführung eines Films über zwei Projektoren, eine Rechts- und eine spiegelbildlich gebaute Linksmaschine, die von nur einer Person bedient werden konnte.

## Umzug nach Untertürkheim

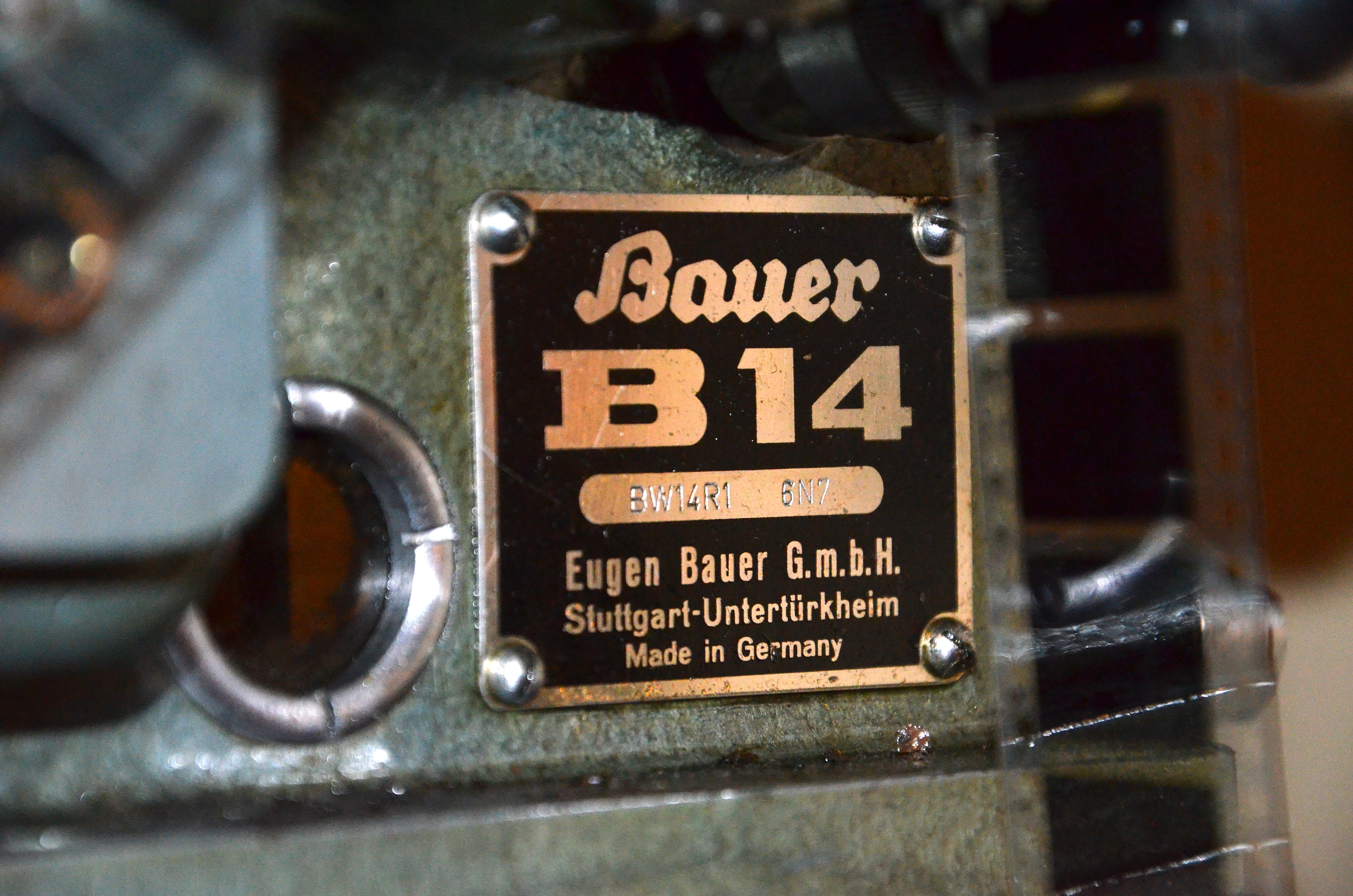
Typenschild der Bauer B14 mit dem Hinweisen auf Untertürkheim und Made in Germany

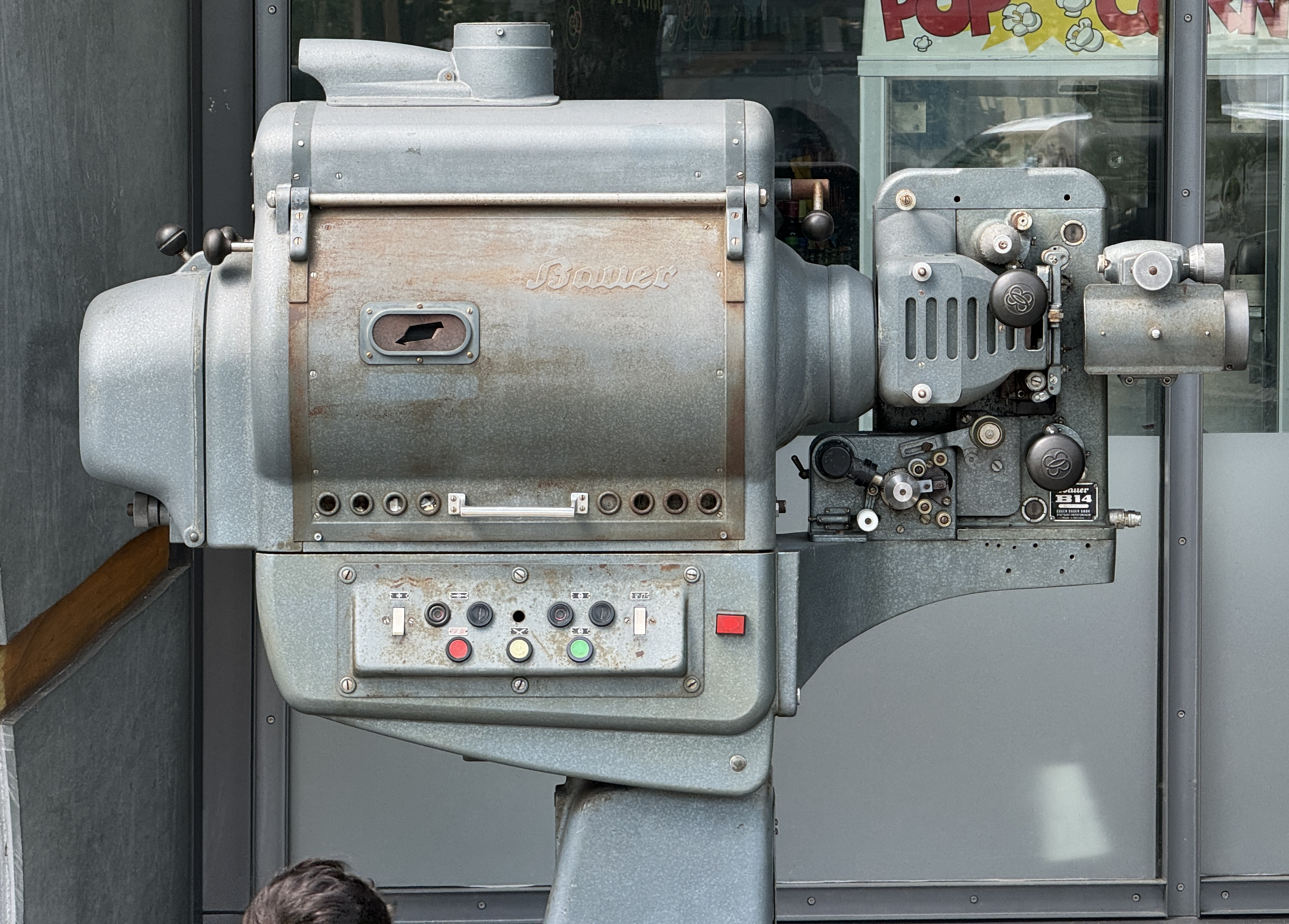
Bauer B14 Filmprojektor

Weil die Fabrikräume in der Gartenstraße in Stuttgart zu klein wurden, siedelte die Firma 1924 in die Paulinenstraße um, 1928 zog die Fabrik aus der Innenstadt in den Stadtteil Untertürkheim um und die Firma wurde in eine GmbH umgewandelt.

## Übernahme durch Bosch
1928 war das Jahr, in dem der Tonfilm den Stummfilm ablöste. Die Filme wurden nun von einer Schallplatte begleitet. Die Synchronisationsprobleme von Bild und Ton lösten Eugen Bauer und ein Teil seiner 65 Mitarbeiter mit dem Nadeltongerät. Mit dem Lichttonverfahren gelang es schließlich, den Ton direkt auf den Film aufzuzeichnen.
Bauer war zum Marktführer im Bereich Kinofilmprojektoren geworden und exportierte circa 75 Prozent der Geräte ins Ausland. Für die Robert Bosch GmbH war das Unternehmen damit attraktiv genug, es ab 1932 nach und nach zu erwerben. Als Bosch-Tochter war die Firma nun unter dem Namen Kino-Bauer bekannt. Kinomaschinen für unterschiedliche Filmtheatergrößen wurden produziert und unter markanten Namen wie Standard 5, Standard 7 und Super 7 auf den Markt gebracht; transportable Koffer-Kinomaschinen wie die Sonolux I und die Sonolux II für Schulen und Wanderkinos wurden gebaut.
1939 beschäftigte die Firma 300 Mitarbeiter. Während des Zweiten Weltkrieges wurde reduziert weiterproduziert, gegen Ende des Krieges kam die Produktion jedoch ganz zum Erliegen. Nach dem Krieg begann Bauer 1946 mit 40 Mitarbeitern, ab 1949 lief die Produktion wieder auf vollen Touren. In den ersten Nachkriegsjahren war Bauer in Deutschland der einzige Hersteller von Kinomaschinen (B8). Die große Zeit des deutschen Kinos und die Erfindung des Freilichtkinos in den 1950er Jahren brachten für Bauer erneut den Durchbruch; dies durch die Kooperation von Bauer-Projektionstechnik mit Klangfilmtonanlagen von Siemens.
Ende der 1950er Jahre setzten Bauer-Maschinen weltweit Kino-Standard. Im Jahr 1972 präsentierte Kino-Bauer auf der photokina das erste lochkartengesteuerte Projektorsystem für Lichtspieltheater (U-4 System).

## Filmkameras für Amateure

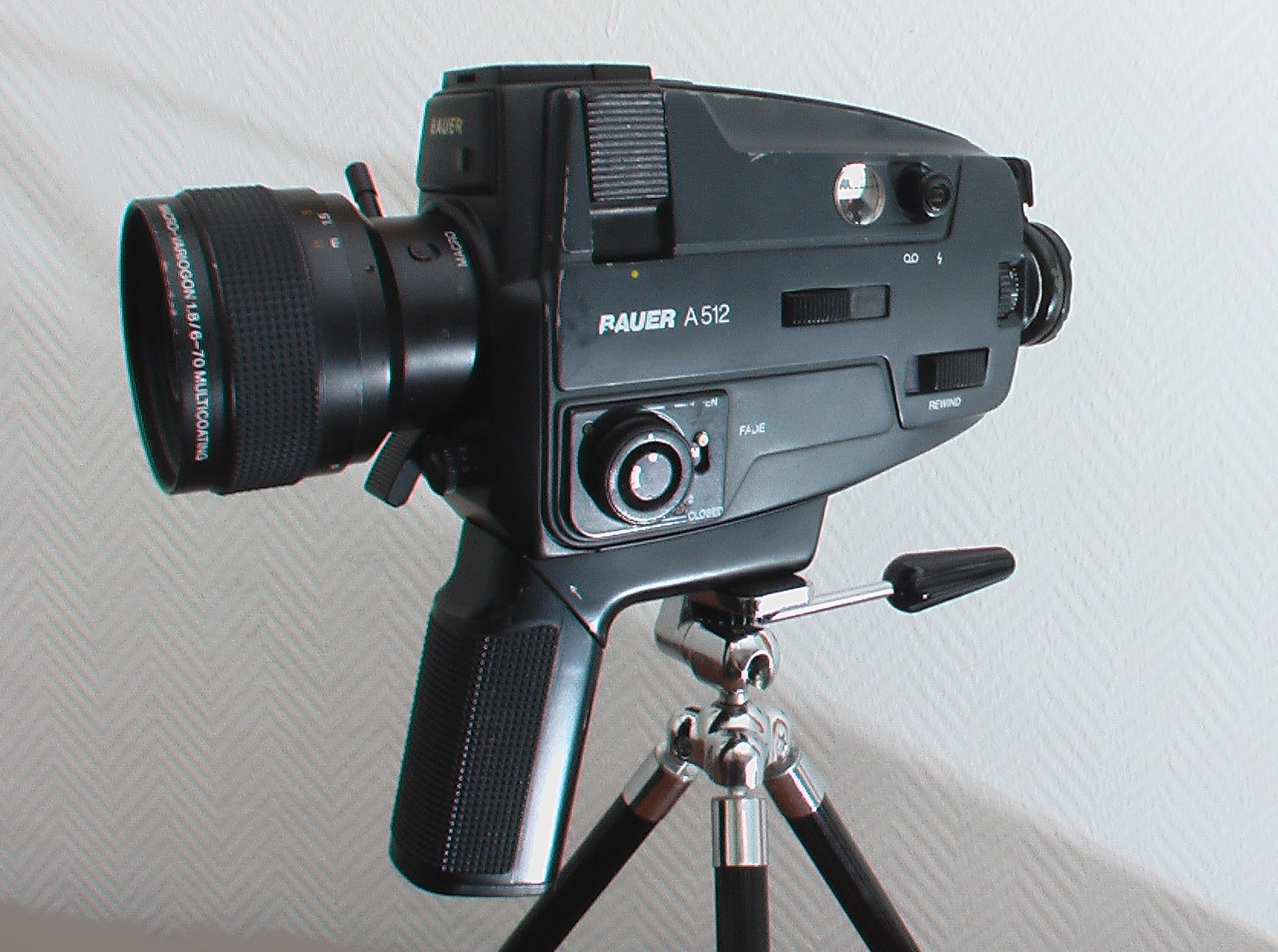
Bauer A512 Super-8-Kamera

Neben den Profiprojektoren hatte Bauer bereits in den 1930er Jahren begonnen, sich auf dem erfolgreichen Markt für 8-mm-Kameras für Amateure ein zweites Standbein zu schaffen. Der Krieg verhinderte jedoch den Erfolg der 1937 auf den Markt gebrachten Kamera für die 8-mm-Movex-Cassette. 1953 brachte Bauer die Doppelachtkamera auf den Markt. Sie und die später entwickelten Super-8-Filmgeräte begründeten den Aufstieg Bauers zum weltweit umsatzstärksten Amateurkamera-Hersteller und ließen den Umsatzanteil der Amateursparte in den 1960er Jahren auf 75 Prozent klettern. Daneben produzierte Bauer jetzt auch 35-mm-Spiegelreflexkameras, Diaprojektoren und Blitzgeräte.

## Untergang und Schließung

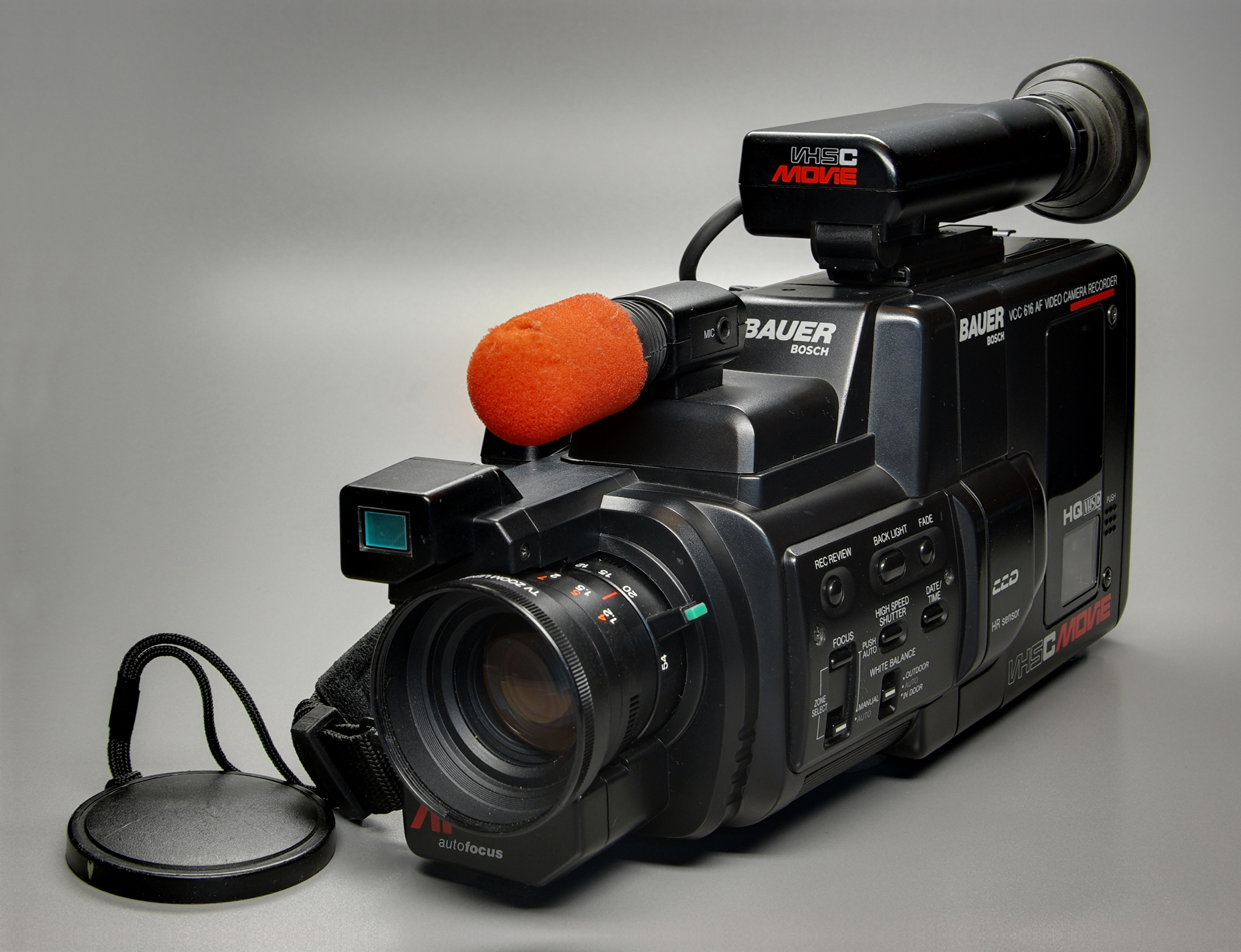
Bauer VHS C-Kamera

Das Ende von Bosch-Photokino kam mit dem Einzug des Fernsehens in die privaten Haushalte in den 1970er Jahren und dem Massensterben der Großkinos. Bauer stellte Anfang der 1980er Jahre die Produktion von Filmprojektoren ein. Auch der Absatzmarkt im Amateurfilmbereich brach seit Ende der 1970er Jahre ein, als billigere Konkurrenzprodukte aus dem asiatischen Raum den Markt überschwemmten. Kino-Bauer reagierte darauf mit einer Restrukturierung, die Firma wurde eine reine Vertriebsgesellschaft für Filmprojektoren, Video- und Blitzgeräte.
Die ausländischen Gesellschaften wurden aufgegeben, die Untertürkheimer Gebäude 1984 an die Daimler-Benz AG verkauft und 1992 wurde der Bosch-Produktbereich Photokino komplett aufgelöst.